# موز زرد
موز زرد (نام علمی:Musa lutea) نام یک گونه از سرده موز است که متعلق به تیره میوزیشی می‌باشد.